# دوروثي والكوت ويكس
دوروثي والكوت ويكس (بالإنجليزية: Dorothy Walcott Weeks) (3 مايو 1893-4 يونيو 1990) عالمة رياضيات وفيزيائية أمريكية. ولدت في فيلادلفيا، بنسيلفانيا. حصلت على درجات علمية من كلية ويليسلي، ومعهد ماساتشوستس للتكنولوجيا، وجامعة سيمونز. كانت دوروثي أول امرأة تحصل على درجة الدكتوراه في الرياضيات من معهد ماساتشوستس للتكنولوجيا.

## حياتها وعملها
بعد التخرج من كلية ويلسلي عام 1916، استمرت دوروثي في العمل كمدرس وكاتبة إحصائية قبل أن تصبح ثالث امرأة تعمل كممتحن براءات اختراع في مكتب براءات الاختراع الأمريكي في عام 1917.
في عام 1924 حصلت على درجة الماجستير الثانية من كلية الأمير للأعمال في جامعة سيمونز، وأصبحت مشرفة التوظيف في متجر بوسطن متعدد الأقسام. ولكن بحلول عام 1928، عادت إلى الأوساط الأكاديمية، حيث كانت تدرس الفيزياء في كلية ويليسلي أثناء عملها على الدكتوراه في معهد ماساتشوستس للتكنولوجيا.
في عام 1930، حصلت على درجة الدكتوراه في الفيزياء النظرية من قسم الرياضيات في معهد ماساتشوستس للتكنولوجيا. وأشرف نوربرت فينرعلى عملها في أطروحتها. بعد الانتهاء من الدراسات العليا، قادت دوروثي وطورت قسم الفيزياء في كلية ويلسون، بنسيلفانيا من 1930-1956.
غادرت دوروثي كلية ويلسون في إجازة من عام 1943 إلى عام 1945، عندما عملت كمساعدة فنية في مكتب البحث العلمي والتطوير. في وقت لاحق، وبين عامي 1949 و 50، كانت زميلة ا في في معهد ماساتشوستس للتكنولوجيا.
كانت دوروثي فيزيائية في نقطة مطافي ووترتاون والممثلة الفنية للجنة الحماية من المواد المشعة من 1956-1964. في عام 1964، عملت في مشروع القمر الصناعي الشمسي الذي تدعمه وكالة ناسا في مرصد كلية هارفارد. استمرت في العمل في جامعة هارفارد كمحللة أطياف، كما استمرت في دراسة الأقمار الصناعية الشمسية في مرصد كلية هارفارد حتى تقاعدت في عام 1976 في سن الثالثة والثمانين.